# Platystele bernoullii
Platystele bernoullii är en orkidéart som beskrevs av Carlyle August Luer. Platystele bernoullii ingår i släktet Platystele och familjen orkidéer.
Artens utbredningsområde är Guatemala. Inga underarter finns listade i Catalogue of Life.